# 埃勒维尔
埃勒维尔（法語：Helleville，法語發音：[ɛlvil]）是法国芒什省的一个市镇，属于瑟堡区。

## 地理
埃勒维尔（49°33'17"N, 1°47'0"W）面积5.88 平方千米，位于法国诺曼底大区芒什省，该省份为法国西北部沿海省份，西、北、东北三面环大西洋，东起顺时针与卡爾瓦多斯省、奧恩省、马耶讷省和伊勒-维莱讷省接壤。
与埃勒维尔接壤的市镇（或旧市镇、城区）包括：伯努瓦维尔、埃欧维尔、锡乌维尔阿格、索特维尔、特尔泰维尔阿格、特雷欧维尔。

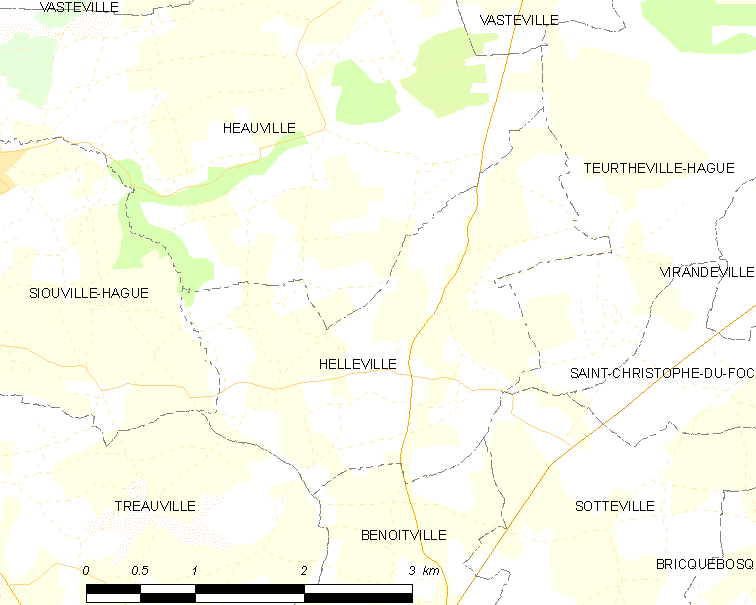
埃勒维尔的OSM定位图

埃勒维尔的时区为UTC+01:00、UTC+02:00（夏令时）。

## 行政
埃勒维尔的邮政编码为50340，INSEE市镇编码为50240。

## 政治
埃勒维尔所属的省级选区为莱皮约县。

## 人口

1962-2008年间埃勒维尔人口变化图示

埃勒维尔于2022年1月1日时的人口数量为563人。